# Brunei na Letnich Igrzyskach Olimpijskich 2012
Brunei na Letnich Igrzyskach Olimpijskich 2012, które odbyły się w Londynie, reprezentowało 3 zawodników. Nie zdobyli oni żadnego medalu.
Był to czwarty start reprezentacji Brunei na letnich igrzyskach olimpijskich.

## Reprezentanci

### Lekkoatletyka
Mężczyźni
| Zawodnik                 | Konkurencja | Eliminacje | Eliminacje | Półfinał | Półfinał | Finał | Finał   |
| Zawodnik                 | Konkurencja | Wynik      | Miejsce    | Wynik    | Miejsce  | Wynik | Miejsce |
| ------------------------ | ----------- | ---------- | ---------- | -------- | -------- | ----- | ------- |
| Ak Hafiy Tajuddin Rositi | 400 m       | 48,67      | 8.         | NQ       | NQ       | NQ    | NQ      |

Kobiety
| Zawodnik       | Konkurencja | Eliminacje | Eliminacje | Półfinał | Półfinał | Finał | Finał   |
| Zawodnik       | Konkurencja | Wynik      | Miejsce    | Wynik    | Miejsce  | Wynik | Miejsce |
| -------------- | ----------- | ---------- | ---------- | -------- | -------- | ----- | ------- |
| Maziah Mahusin | 400 m       | 59,28      | 6.         | NQ       | NQ       | NQ    | NQ      |

### Pływanie
Mężczyźni
| Zawodnik     | Konkurencja    | Eliminacje | Eliminacje | Półfinał | Półfinał | Finał | Finał   |
| Zawodnik     | Konkurencja    | Czas       | Miejsce    | Czas     | Miejsce  | Czas  | Miejsce |
| ------------ | -------------- | ---------- | ---------- | -------- | -------- | ----- | ------- |
| Anderson Lim | 200 m dowolnym | 2:02,26    | 40.        | NQ       | NQ       | NQ    | NQ      |